# Tatort: Happy Birthday, Sarah
Happy Birthday, Sarah ist ein Fernsehfilm aus der Krimireihe Tatort. Der Beitrag wurde von Maran Film im Auftrag des Südwestrundfunk produziert. Regie führte Oliver Kienle. Die Erstausstrahlung im deutschen, österreichischen und Schweizer Fernsehen erfolgte am 1. Dezember 2013. Es ist der 13. Fall des Stuttgarter Ermittlerteams Lannert und Bootz, bei dem sie dieses Mal den Mord an einem Sozialarbeiter aufzuklären haben.

## Handlung
Andreas Haber, Sozialarbeiter im Kinder- und Jugendhaus „Klaus’ Haus“, wird auf der Mädchentoilette tot aufgefunden. Jemand hat seinen Kopf in ein Toilettenbecken gedrückt und solange gespült, bis er dort ertrunken ist.
Lannert spricht mit Sven Vogel, dem Leiter der Einrichtung. Dieser möchte, dass das Haus schnell wieder für die Jugendlichen geöffnet werden kann, da sie hier einen Halt finden. Vor der Tür trifft Bootz auf Sarah Baumbach, die durch ein extrem aggressives Verhalten auffällt. Er geht ihr nach und kann mit ihr reden. Sie wohnt bei ihrer Schwester, da ihr Vater im Gefängnis sitzt und ihre Mutter in der Psychiatrie stationär behandelt wird.
Von der Sozialarbeiterin erfährt Lannert, dass Sarah Andeutungen gemacht hat, dass Andreas Haber sie belästigt hätte. Die Spurenlage lässt darauf schließen, dass Sarah durchaus als Täterin in Frage kommt. Bei der Vernehmung sagt sie aus, dass Haber sie sexuell genötigt habe, und gibt zu, Haber mit einem Schlagstock erschlagen zu haben. Der Schlagstock wird sichergestellt und Fingerabdrücke von Sarah werden darauf gefunden. Trotzdem zweifeln die Ermittler, da sie es für unwahrscheinlich halten, dass ein Mädchen in der Lage sein kann, kräftemäßig die Tat in der Form, wie sie abgelaufen ist, zu begehen. Da Sarah erst dreizehn und damit noch nicht strafmündig ist, muss die Staatsanwältin sie auf freien Fuß setzen.
Trotz Sarahs Geständnis ermitteln Lannert und Bootz weiter, da noch zu klären ist, ob es Notwehr war oder Mord. Um mehr zu erfahren, arbeitet Lannert aushilfsweise im Klaus‘ Haus. Dabei stößt er auf die zwielichtigen Machenschaften von Frank Schöllhammer. Er ist der Sohn und reicher Erbe des Gründers der Stiftung, der das Klaus‘ Haus ins Leben gerufen hat, und macht sich ein Vergnügen daraus, mit großer Geste sein Haus und Pool für die Besucher des Jugendtreffs zu öffnen. Das lässt die Vermutung zu, dass Schöllhammer die für das Jugendhaus bestimmten Stiftungsgelder kreativ in andere Bahnen lenkt und dass Sven Vogel und Andreas Haber davon erfuhren und in Streit gerieten.
Lannert und Bootz können Sarah davon überzeugen, noch einmal mit ihnen zu reden. Sie erklären ihr, dass sie denken, dass sie jemanden decke. Auch bieten sie ihr die Möglichkeit an, in eine WG zu ziehen, um so von ihrer Schwester und deren gewalttätigen Freund wegzukommen. Sarah gibt zwar zu, Haber doch nicht getötet zu haben, aber traut der Polizei nicht und entzieht sich ihrer Fürsorge. Lannert und Bootz können jedoch ihre Spur verfolgen und finden heraus, dass sie sich schon seit langem mit Sven Vogel in einem Hotel trifft.
So stellt sich heraus, dass auch Haber das bemerkt hatte und Vogel aufforderte, Sarah in Ruhe zu lassen, da er sonst gezwungen wäre, das dem Jugendamt zu melden. Vogel hat Haber daraufhin umgebracht und Sarah hat den Mord aus Liebe zu Vogel auf sich genommen. Da sie erst 13 Jahre alt ist, kann sie strafrechtlich nicht zur Verantwortung gezogen werden.
Bei einem letzten Treffen mit Vogel im Hotel richtet Sarah eine Waffe auf ihn. Lannert und Bootz können sie zur Aufgabe bewegen, wenige Sekunden vor ihrem 14. Geburtstag.

## Hintergrund
Die Dreharbeiten fanden unter dem Arbeitstitel Kindersoldaten in Stuttgart, Baden-Baden, Rastatt und Karlsruhe statt. Bootz’ Tochter Maja wird in dieser Episode nicht von Johanna Janssen, sondern von Miriam Joy Jung gespielt.
Als Hintergrundmusik wurden folgende Titel verwendet:
- The Rolling Stones – Paint It Black
- The Prodigy – Breathe
- Creedence Clearwater Revival – Fortunate Son
- DMX (featuring Eminem & Obie Trice) – Go to Sleep
- Awolnation – Sail
- The Prodigy – Mindfields
- Massive Attack – Dissolved Girl
- Alicia Keys – A Woman’s Worth
- Aretha Franklin – Respect
- Black Rebel Motorcycle Club – Beat the Devil’s Tattoo
- Massive Attack – Man Next Door
- Bonobo – Silver
- VAST – Pretty When You Cry
- Metallica – Enter Sandman
- Freundeskreis – Esperanto
- Aerosmith – Dream On

## Rezeption

### Einschaltquoten
Die Erstausstrahlung von Happy Birthday, Sarah am 1. Dezember 2013 wurde in Deutschland von 9,34 Millionen Zuschauern gesehen und erreichte für Das Erste einen Marktanteil von 26,0 Prozent.

### Kritiken
Volker Bergmeister meint auf tittelbach.tv, dieser Tatort „bietet eine kurzweilige, ambitionierte Mischung aus Sozialdrama und Krimiunterhaltung. […] Frisch, temporeich, musiklastig und gut ausbalanciert […], die Story […] ist wendungsreich und trägt bis zum Finale. Und die 17-jährige Hauptdarstellerin Ruby O. Fee ist eine echte Entdeckung.“
Jenny Jecke bei Moviepilot.de kritisiert Happy Birthday, Sarah mit den Worten: „Die letzten Krimis aus Stuttgart konnten qualitativ nicht immer überzeugen. Dafür entschädigt der neue Tatort. […] [auch wenn] manch Plotstrang […] dabei unvollendet auf der Strecke [bleibt]. Im Großen und Ganzen haben wir es hier aber mit einem überzeugenden Krimi zu tun, der besonders von der talentierten Jungdarstellerin Ruby O. Fee profitiert. […] Wasserdicht ist der Fall in Happy Birthday, Sarah! ganz sicher nicht. Im Verlauf des Tatorts werden einige Fährten mit aller Offensichtlichkeit ausgelegt, die dann recht faul vom Tisch gefegt oder einfach nicht mehr erwähnt werden. Es ist schließlich nie ein gutes Zeichen, wenn für ungeheuer wichtig gehaltene Figuren in der Mitte des Films auf Nimmerwiedersehen verschwinden. […] Davon abgesehen bietet der Tatort allerdings kurzweilige Unterhaltung, die nach der ersten halben Stunde etwas an Dynamik verliert, dafür aber das Privatleben des frisch getrennten Bootz sinnig ins Geschehen integriert.“
Bei Filmstarts.de vergibt Lars-Christian Daniels drei von fünf möglichen Sternen. Er meint, dieser Tatort „gestaltet sich über weite Strecken unterhaltsam, doch für einen echten Klassekrimi fehlt es der nach bewährtem Sonntagabendschema ablaufenden Geschichte an mehr Mut und frischen Ideen.“
Jens Szameit bei web.de lobt die Episode und urteilt, dass dem Regisseur Oliver Kienle „ein spannungsgeladener ‚Tatort‘ [gelang] mit stimmiger Atmosphäre, gutem Tempo und einer bemerkenswerten Titelheldin: einem frühreifen Früchtchen, fabelhaft gespielt von Jungschauspielerin Ruby O. Fee.“
Die Kritiker der Fernsehzeitschrift TV Spielfilm meinten, dass es dem Regisseur gelungen sei, ein „dichtes Sozialdrama“ zu schaffen und schreiben: „Jugend am Abgrund. Tragisch und packend.“

## Auszeichnungen
Ruby O. Fee erhielt für ihre Rolle im Tatort: Happy Birthday, Sarah den Jupiter 2014 als beste nationale TV-Darstellerin und den Günter-Strack-Fernsehpreis.